# Burgrabice (gromada)
Burgrabice – dawna gromada, czyli najmniejsza jednostka podziału terytorialnego Polskiej Rzeczypospolitej Ludowej w latach 1954–1972.
Gromady, z gromadzkimi radami narodowymi (GRN) jako organami władzy najniższego stopnia na wsi, funkcjonowały od reformy reorganizującej administrację wiejską przeprowadzonej jesienią 1954 do momentu ich zniesienia z dniem 1 stycznia 1973, tym samym wypierając organizację gminną w latach 1954–1972.
Gromadę Burgrabice z siedzibą GRN w Burgrabicach utworzono – jako jedną z 8759 gromad na obszarze Polski – w powiecie nyskim w woj. opolskim, na mocy uchwały nr VII/25/54 WRN w Opolu z dnia 4 października 1954. W skład jednostki weszły obszary dotychczasowych gromad Burgrabice i Sławniowice ze zniesionej gminy Burgrabice w tymże powiecie. Dla gromady ustalono 13 członków gromadzkiej rady narodowej.
31 grudnia 1959 do gromady Burgrabice włączono obszar zniesionej gromady Kijów w tymże powiecie.
31 grudnia 1961 do gromady Burgrabice włączono obszar zniesionej gromady Biskupów w tymże powiecie. 
28 lutego 1962 z gromady Burgrabice wyłączono wieś Nadziejów, włączając ją do gromady Koperniki w tymże powiecie. 
Gromada przetrwała do końca 1972 roku, czyli do kolejnej reformy gminnej.